# Los Aslándticos
 (juillet 2014).
Los Aslándticos est un groupe espagnol de musique indépendante, originaire de Cordoue, en Andalousie. Le style musical du groupe est un mélange de fusion, de reggaeton et de flamenco.

## Histoire
Los Aslándticos sont avant tout un groupe d’amis qui se réunissaient derrière l’ancienne usine de ciments Asland située à Cordoue (d’où est alors né le nom de leur groupe), pour jouer et chanter leurs propres compositions, inspirées de leur quotidien. Leurs paroles abordent la vie sous toutes ses coutures et sont sans aucun doute le point fort de ce groupe. C’est un groupe plein de vie, transmettant de l'énergie et de la fraîcheur. Au cours de l'été 2001, ils commencent à se représenter dans plusieurs salles et festivals d'Andalousie, notamment dans la région de Cordoue, et ont alors un succès considérable lors du festival Etnosur avec leur unique maquette. En 2004, ils se font connaître grâce à leur premier album : El Mundo está fatal de los nervios, produit par Antonio Algarrada, et distribué par le label indépendant Disparate Records, de Manuel « Queco » Ruiz.
En 2006, ils retravaillent leur premier album avec Sony BMG Music et participent à la bande sonore ainsi qu’au tournage du film ¿Por qué se frotan las patitas? d'Alvaro Begines, qu’ils connurent sur le tournage de leur premier clip Se ven venir. Au début de 2009, le principal interprète et compositeur du groupe Mario Díaz annonce son départ afin de commencer une carrière solo. Dès lors, Bueno Rodríguez devient le chanteur et parolier, apportant alors la particularité de sa voix et de sa façon d'écrire au nouvel album qui était alors en cours de production.
Mi primer día, le deuxième album du groupe sort le 16 novembre 2009 et lance alors la carrière du groupe à échelle nationale. En 2012, sort leur troisième album Lo Bueno. Puis, le 19 janvier 2013, ils réussirent à atteindre la première place du Top 50 espagnol de Canal Fiesta Radio grâce à leur chanson Sin Duda.

## Concours et distinctions
Los Aslándticos ont participé à plusieurs concours de musique en Andalousie, et ont, par exemple, été finalistes du Malaga Crea-Rock 2002, deuxièmes de la Muestra Pop-rockera 2003 de Cordoue et vainqueurs du Avejoe´2002 de Adamuz. En 2018, ils sont nommés lors de la quatorzième édition des Premios de la música,, (équivalent des Victoires de la musique) dans les catégories : « meilleure chanson », « meilleur clip vidéo », et « meilleur album de fusion ».

## Membres
- Mario Díaz — interprète, composition principale
- Julito Jiménez — chœurs
- Bueno Rodríguez — chœurs, puis interprète principal après le départ de Mario Díaz
- Alberto Invernón — guitare
- Jesús Gómez — guitare flamenca
- Luisma Villegas — batterie
- Jorge Carmona — percussions
- Manolo Palacios — basse

## Discographie
Los Aslándticos comptent trois albums :